# Tennistoernooi van Moskou 2006
|                                            |  |                                          |
| Anna Tsjakvetadze, winnares bij de vrouwen |  | Nikolaj Davydenko, winnaar bij de mannen |

Het tennistoernooi van Moskou van 2006 werd van 9 tot en met 15 oktober 2006 gespeeld op de overdekte tapijtbanen van het oude Olympisch stadion Olimpijskij in de Russische hoofdstad Moskou. De officiële naam van het toernooi was Kremlin Cup.
Het toernooi bestond uit twee delen:
- WTA-toernooi van Moskou 2006, het toernooi voor de vrouwen
- ATP-toernooi van Moskou 2006, het toernooi voor de mannen

ATP-toernooi van Moskou – WTA-toernooi van Moskou

1996 · 1997 · 1998 · 1999 · 2000 · 2001 · 2002 · 2003 · 2004 · 2005 · 2006 · 2007 · 2008 · 2009 · 2010 · 2011 · 2012 · 2013 · 2014 · 2015 · 2016 · 2017 · 2018 · 2019 · 2020 · 2021